# Улица Пабажу
Улица Па́бажу (латыш. Pabažu iela) — небольшая улица в Видземском предместье города Риги, в микрорайоне Тейка. Ведёт от улицы Структору в юго-западном направлении, параллельно Бривибас гатве, и заканчивается тупиком. С другими улицами не пересекается.
Общая длина улицы составляет 67 метров. На бо́льшей части улица имеет грунтовое покрытие. Общественный транспорт по улице не курсирует.
Название происходит от топонима Пабажи в северной части Латвии. Переименований улицы не было.
Застройка преимущественно частная, малоэтажная.